# Bosniakiska islamiska samfundet
Bosniakiska islamiska samfundet (bosniska: Islamska Zajednica Bošnjaka u Švedskoj) (IZBuS) är ett islamiskt trossamfund i Sverige. Det bildades i mitten av 1990-talet som en riksorganisation för de många sunnimuslimska bosnier som flytt från krigets Balkan. 
IZBuS har cirka 17 000 medlemmar, organiserade i 27 lokala församlingar runt om i Sverige. 1997 bildades ungdomsorganisation BEMUF.
IZBuS tillhör samarbetsorganet Islamiska samarbetsrådet och Sveriges muslimska råd.
Den 3 november 2011 beslutade regeringen att IZBuS, som första muslimska trossamfund i Sverige, får statens hjälp med uppbördsavgifter (motsvarande Svenska Kyrkans kyrkoavgift).